# Lucas Lopes (cyclisme)
Pour les articles homonymes, voir Lopes.
Lucas Simões Lopes, né le 10 avril 2003, est un coureur cycliste portugais.

## Biographie
En 2019, Lucas Lopes remporte le Tour du Portugal cadets (moins de 17 ans),. Il se classe également deuxième du championnat du Portugal sur route cadets. L'année suivante, il prend la deuxième place du championnat du Portugal du contre-la-montre juniors (moins de 19 ans).
Lors de la saison 2021, il termine notamment troisième de la Vuelta al Besaya et du Tour du Portugal juniors. Il représente par ailleurs son pays lors du championnat du monde juniors. Victime de deux chutes, il est contraint à l'abandon. Après ses performances, il intègre la réserve de l'équipe Caja Rural-Seguros RGA en 2022. Il se distingue dès sa première course en terminant troisième du Tour de Guadalentín. 
En 2023, il décide de rejoindre la formation continentale Electro Hiper Europa, qui évolue sous licence espagnole. Durant cette saison, il finit quatrième du championnat du Portugal du contre-la-montre espoirs (moins de 23 ans). Il redescend toutefois chez les amateurs dès 2024.
Sa saison 2024 est marquée par des résultats satisfaisants sur des courses au niveau national en Espagne, notamment une victoire sur le Tour de Salamanque. Il s'illustre aussi sur le championnat du Portugal espoirs, avec une 4e place sur le contre-la-montre et une 2e place sur la course en ligne. Sur le Tour de l'Avenir, il s'accroche aux meilleurs, finissant 9e de l'étape de La Rosière, et 12e du général à 14 minutes 56 secondes du vainqueur Joseph Blackmore.
Il signe de nouveau en continental pour 2025 avec l'équipe Rádio Popular-Paredes-Boavista.

## Palmarès
- 2018
  - 2e du championnat du Portugal sur route cadets
- 2019
  - Tour du Portugal cadets
  - 2e du championnat du Portugal sur route cadets
- 2020
  - 2e du championnat du Portugal du contre-la-montre juniors
- 2021
  - Grande Prémio Agitágueda
  - 3e de la Vuelta al Besaya
  - 3e du Tour du Portugal juniors
- 2022
  - 3e du Tour de Guadalentín
- 2024
  - Gran Premio Concello do Porriño
  - 2e étape du Tour de Madrid espoirs
  - Tour de Salamanque
  - 2e du championnat du Portugal sur route espoirs
  - 2e du Tour de Galice
- 2025
  -  Champion du Portugal du contre-la-montre espoirs
  - Tour du Portugal de l'Avenir :
    - Classement général
    - 2e étape